# Euglossa alleni
Euglossa alleni là một loài Hymenoptera trong họ Apidae. Loài này được Moure mô tả khoa học năm 1968.